# Calodicia maculipennis
Calodicia maculipennis är en insektsart som beskrevs av Spångberg 1878. Calodicia maculipennis ingår i släktet Calodicia och familjen dvärgstritar. Inga underarter finns listade i Catalogue of Life.